# IJ-oevers

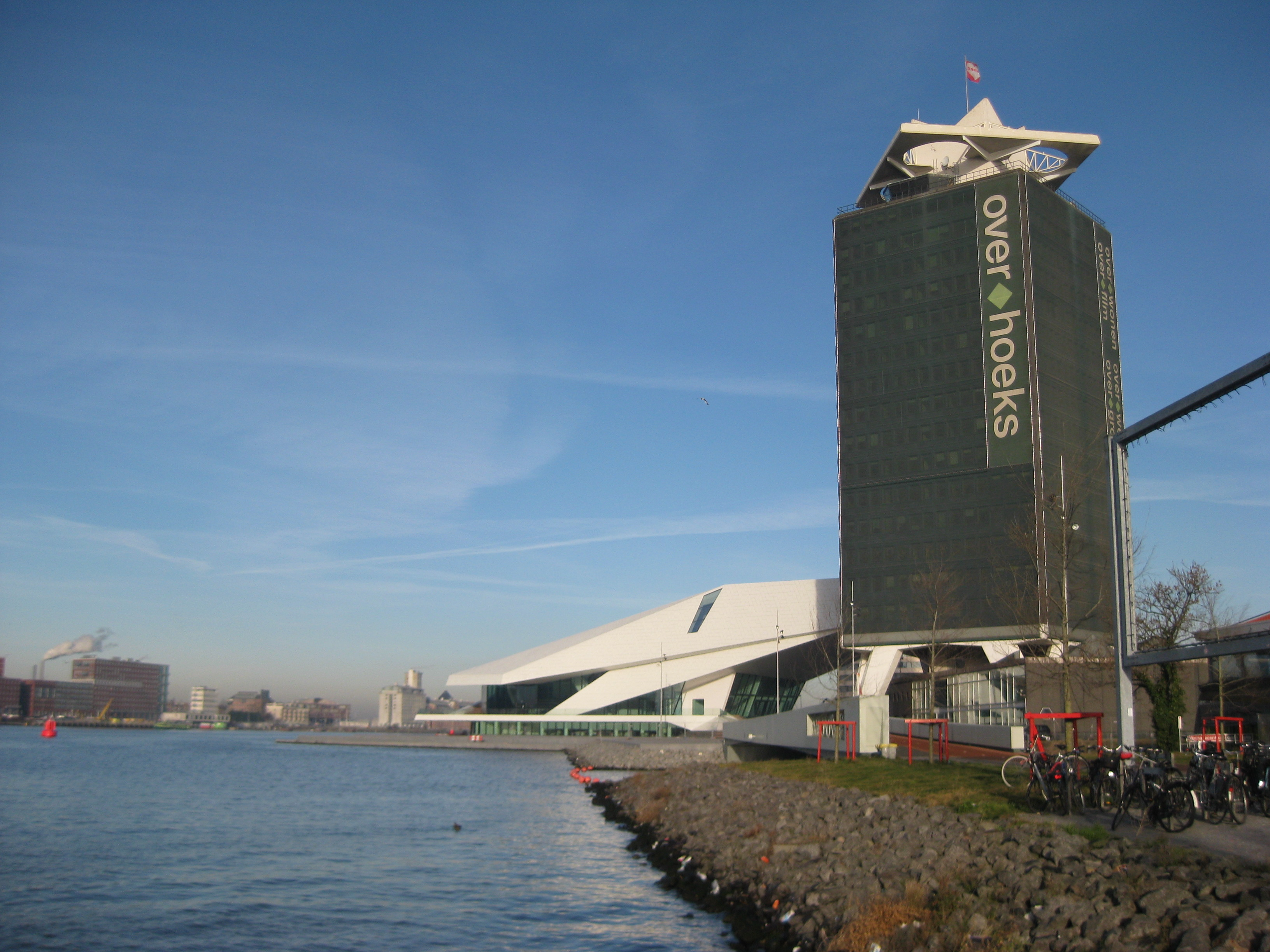
Prominent op de Noordelijke IJ-oever staan de Toren Overhoeks en het EYE.

De IJ-oevers langs het IJ in Amsterdam, verdeeld over de Noordelijke IJ-oever in Amsterdam-Noord en de Zuidelijke IJ-oever aan de kant van het centrum van Amsterdam, waren sinds de aanleg van het Noordzeekanaal in het laatste kwart van de 19e eeuw voornamelijk in gebruik als haven- en industrieterreinen.
Met de opheffing en/of verhuizing naar elders van veel van deze bedrijvigheid heeft de gemeente Amsterdam vanaf het laatste kwart van de 20e eeuw plannen gemaakt voor een nieuwe invulling hiervan.
Vanaf de jaren negentig zijn de IJ-oevers in het Oostelijk Havengebied grotendeels bebouwd met woningen. Ook ten westen van het Centraal Station verrezen woningen, onder andere op de Silodam bij de Houthaven. Het Oosterdokseiland en het Westerdokseiland werden in het eerste decennium van de 21e eeuw bebouwd met een groot aantal woningen en openbare voorzieningen.
Op de De Ruijterkade op het Stationseiland, de IJ-oever achter het Centraal Station, verrees een busstation, waardoor voetgangers ruimte kregen in de onder het busstation gebouwde IJhal. Het autoverkeer langs de IJ-oever wordt hier sinds de zomer van 2015 ondergronds, onder de IJhal door, door de Michiel de Ruijtertunnel geleid. In 2023 werd parallel aan die tunnel en de IJhal de nieuwe IJboulevard geopend. Het rond 2016 geopende fietspad is tussen de IJhal en de IJboulevard in komen te liggen. 
Op de Noordelijke IJ-oever is op het terrein van het vroegere Shell Laboratorium de nieuwbouwwijk Overhoeks verrezen. De meer westelijke en oostelijke delen van de Noordelijke IJ-oever hebben nog voor een deel een industriële bestemming, maar ook hier vindt transformatie plaats naar andere bestemmingen, zoals op het NDSM-terrein.